# Tim Lambesis
Tim Lambesis (né le 21 novembre 1980) est un musicien américain, mieux connu comme le membre fondateur et principal chanteur du groupe metalcore As I Lay Dying. Il est également auteur d'un projet solo de thrash metal parodiant l'acteur Arnold Schwarzenegger, Austrian Death Machine, dans lequel il joue tous les morceaux d'instruments, ainsi que d'un nouveau projet de death metal appelé Pyrithion. Il a également joué de la guitare pour les groupes Society's Finest et Point of Recognition. Lambesis a été juge aux 8e et 10e Independent Music Awards en soutien à la carrière des musiciens. Le 7 mai 2013, Lambesis est appréhendé par un policier en civil pour avoir essayé de tuer son épouse.

## Biographie
Lambesis explique être chrétien,. Lors d'une entrevue en 2010 sur une chaine de radio appelée The Full Armor of God Broadcast, Lambesis  explique en ces termes : « Je m'inspire de ce qui me passionne dans la vie, donc naturellement ma foi, ma croyance envers  Jésus et sa Résurrection, ont pris place de nos paroles. » Après son arrestation pour avoir sollicité l'aide d'un tueur à gages, Lambesis notifie dans un e-mail envoyé à son épouse qu'il ne croit plus en Dieu. Lambesis épouse Meggan Murphy en juin 2004, puis se séparent en août 2012. Meggan Murphy Lambesis aurait écrit à la court suprême de San Diego en septembre 2012 dans le but d'entamer une procédure de divorce. Ils sont parents de deux filles et d'un fils, tous adoptés en Éthiopie,. Lorsqu'il n'est pas en tournée, Lambesis réside à Del Mar (Californie),. Meggan et ses enfants vivent à Encinitas,.
Lambesis est culturiste,, et a créé sa propre chaîne YouTube sur le fitness. Lambesis possède également de nombreux tatouages. Ses tatouages représentent un « Jésus qui danse », un cyborg d'Arnold Schwarzenegger, un poisson nageant à contre-sens, qui représente une quête d'atteinte aux buts, des écrits en hébreu, un crucifix, Jésus Christ dans les nuages, ainsi qu'un tatouage recouvrant tout son dos, un samouraï affrontant un tigre, représentant le combat entre la raison et l'instinct.
Lambesis a grandi dans le comté de North. Il était surnommé « Most Like Jesus » par ses camarades de classe pendant son adolescence au Santa Fe Christian School de Solana Beach. Il réussit ses études en religion, à la Liberty University, une école chrétienne privée.

### Arrestation
Le 7 mai 2013, Lambesis est appréhendé pour avoir tenté d'engager un tueur à gages dans le but d'assassiner son épouse Meggan Murphy Lambesis,,. Il est appréhendé au Barnes & Noble d'Oceanside (Californie), selon le shérif de San Diego, puis accusé de sollicitation d'un tueur à gages.
Lambesis a été arrêté alors qu'il « sollicitait l'aide d'un détective infiltré pour tuer sa femme » le 7 mai 2013, selon une explication donnée par le San Diego Sheriff's Department,. Il a été jugé coupable, et devra purger une peine de 6 ans de prison dans l'État de Californie. Le 9 mai 2013, Lambesis plaide non coupable quant à la sollicitation du meurtrier, puis est libéré pour $3 millions,, mais plaide ensuite coupable le 17 mai 2014. Lambesis aurait demandé à un autre culturiste s'il connaissait quelqu'un qui pourrait tuer son épouse. Lambesis, sans le savoir, fait la rencontre d'un détective dont le nom de code est "Red", selon la députée Claudia Grasso. "Red" demande à Lambesis s'il veut voir disparaitre sa compagne, et Lambesis répond de ses termes « Oui, c'est ce que je veux », tandis qu'il lui adresse une enveloppe de $1 000, des photos de sa femme, son adresse, le code du portail, et la date prévue pour son meurtre,. Lambesis donne les directives au détective : ce premier veut qu'il l'assassine pendant qu'il est avec ses enfants, ce qui constituerait un alibi. Les connaissances des Lambesis, les représentants du management et le label Metal Blade Records étaient présents lors de son jugement.

## Discographie

### Performances
Chant
- Avec As I Lay Dying
  - Beneath the Encasing of Ashes (2001)
  - Frail Words Collapse (2003)
  - Shadows Are Security (2005)
  - A Long March: The First Recordings (2006)
  - An Ocean Between Us (2007)
  - The Powerless Rise (2010)
  - Decas (2011)
  - Awakened (2012)

- Avec Pyrithion
  - The Burden of Sorrow EP (2013)

Guitare
- Avec Point of Recognition
  - Day of Defeat (2002)

Tout instrument
- Avec Austrian Death Machine
  - Total Brutal (2008)
  - A Very Brutal Christmas EP (2008)
  - Double Brutal (2009)
  - Jingle All The Way EP (2011)
  - Triple Brutal (2013)

### Productions
- As I Lay Dying – Beneath the Encasing of Ashes
- Destruction of a Rose – Suspended in Time
- Sworn Enemy – The Beginning of the End
- Sworn Enemy – Maniacal
- Sworn Enemy – Total World Domination
- Zao – Awake?
- Impending Doom – The Serpent Servant
- Impending Doom – There Will Be Violence
- Chelsea Grin – Desolation of Eden
- War of Ages – Arise and Conquer
- War of Ages – Eternal
- Molotov Solution – The Harbinger
- Carnifex – Until I Feel Nothing